# Вервен (округ)
Округ Вервен (фр. Arrondissement de Vervins) — округ у Франції, в департаменті Ена. 2023 року округ об'єднував 160 муніципалітетів, населення становило 70 312 особи.
Адміністративний центр (супрефектура) — Вервен.

## Муніципалітети
Список муніципалітетів округу та їхні коди INSEE:
1. Англанкур (02276)
2. Ані-Мартен-Ріє (02020)
3. Аннап (02366)
4. Арі (02373)
5. Арсіньї (02369)
6. Аршон (02021)
7. Бансіньї (02044)
8. Барзі-ан-Тьєраш (02050)
9. Бемон (02079)
10. Берг-сюр-Самбр (02067)
11. Берланкур (02068)
12. Берліз (02069)
13. Берно (02070)
14. Боме (02055)
15. Бре-ан-Тьєраш (02116)
16. Брюнамель (02126)
17. Буе (02103)
18. Бюїр (02134)
19. Бюїронфосс (02135)
20. Бюрель (02136)
21. Бюсії (02130)
22. Ваданкур (02757)
23. Вассіньї (02830)
24. Ватіньї (02831)
25. Венероль (02779)
26. Венсі-Рей-е-Маньї (02819)
27. Вервен (02789)
28. В'єж-Фаті (02832)
29. Віллер-ле-Гіз (02814)
30. Вімі (02833)
31. Віньє-Оке (02801)
32. Во-Андіньї (02769)
33. Воарі (02823)
34. Вульпе (02826)
35. Гіз (02361)
36. Гран-Верлі (02783)
37. Гранріє (02354)
38. Гронар (02357)
39. Гружі (02358)
40. Даньї-Ламберсі (02256)
41. Дізі-ле-Гро (02264)
42. Дої (02265)
43. Доліньон (02266)
44. Доран (02269)
45. Езонвіль-е-Берновіль (02006)
46. Епарсі (02278)
47. Ерлуа (02284)
48. Ескеері (02286)
49. Етре (02298)
50. Етреопон (02295)
51. Еффрі (02275)
52. Жант (02391)
53. Жерньї (02342)
54. Жерсі (02341)
55. Ів'є (02388)
56. Ірон (02386)
57. Ірсон (02381)
58. Клермон-ле-Ферм (02200)
59. Клерфонтен (02197)
60. Колонфе (02206)
61. Крюпії (02244)
62. Куен (02204)
63. Кюїрі-лез-Ів'є (02251)
64. Ла-Бутей (02109)
65. Ла-Валле-о-Бле (02759)
66. Ла-Валле-Мюлатр (02760)
67. Ла-Віль-о-Буа-ле-Дізі (02802)
68. Ла-Ері (02378)
69. Ла-Капель (02141)
70. Ла-Невіль-Уссе (02547)
71. Ла-Невіль-ле-Доран (02548)
72. Ла-Фламангрі (02312)
73. Лавакресс (02414)
74. Ландіфе-е-Бертеньємон (02403)
75. Ландузі-ла-Кур (02404)
76. Ландузі-ла-Віль (02405)
77. Ле-Ері-ла-В'євіль (02379)
78. Ле-Нувіон-ан-Тьєраш (02558)
79. Ле-Сур (02731)
80. Ле-Тюель (02743)
81. Лез (02425)
82. Лез-Отель (02038)
83. Лек'єль-Сен-Жермен (02422)
84. Леме (02416)
85. Леньї (02401)
86. Лерзі (02418)
87. Лешель (02419)
88. Ліле (02433)
89. Лоньї-лез-Обантон (02435)
90. Люзуар (02445)
91. Люньї (02444)
92. Макіньї (02450)
93. Мальзі (02455)
94. Марлі-Гомон (02469)
95. Мартіньї (02470)
96. Марфонтен (02463)
97. Меннвре (02476)
98. Молен (02488)
99. Мон-Сен-Жан (02522)
100. Мондрепюї (02495)
101. Монкорне (02502)
102. Монлуе (02519)
103. Монсо-ле-Неф-е-Фокузі (02491)
104. Монсо-сюр-Уаз (02494)
105. Морньї-ан-Тьєраш (02526)
106. Намсель-ла-Кур (02535)
107. Нев-Мезон (02544)
108. Нуаркур (02556)
109. Нуаяль (02563)
110. Обантон (02031)
111. Одіньї (02035)
112. Ої (02567)
113. Ориньї-ан-Тьєраш (02574)
114. Отвіль (02376)
115. Отрепп (02040)
116. Отьон (02377)
117. Папле (02584)
118. Парфондваль (02586)
119. Петі-Верлі (02784)
120. Пломйон (02608)
121. Присс (02623)
122. Пруа (02625)
123. Пруазі (02624)
124. Пюїзьє-е-Кланльє (02629)
125. Раїмон (02634)
126. Резіньї (02642)
127. Реннваль (02641)
128. Рибовіль (02647)
129. Розуа-сюр-Серр (02666)
130. Рокіньї (02650)
131. Ромрі (02654)
132. Роньї (02652)
133. Рувруа-сюр-Серр (02660)
134. Ружрі (02657)
135. Сен-Гобер (02681)
136. Сен-Клеман (02674)
137. Сен-Мартен-Рив'єр (02683)
138. Сен-Мішель (02684)
139. Сен-П'єрр-ле-Франквіль (02688)
140. Сен-Ришомон (02668)
141. Сент-Альжі (02670)
142. Сент-Женев'єв (02678)
143. Соммрон (02725)
144. Сорбе (02728)
145. Суаз (02723)
146. Тенай (02740)
147. Тюпіньї (02753)
148. Уазі (02569)
149. Урі (02384)
150. Уссе (02385)
151. Фемі-ле-Сар (02308)
152. Флавіньї-ле-Гранд-е-Борен (02313)
153. Фонтен-ле-Вервен (02321)
154. Фонтенель (02324)
155. Франквіль (02331)
156. Фруадестре (02337)
157. Шаурс (02160)
158. Шевенн (02182)
159. Шері-ле-Розуа (02181)
160. Шиньї (02188)